# Riemann (Mondkrater)
Riemann ist ein Mondkrater in der nördlichen Hemisphäre.
| Buchstabe | Position           | Durchmesser        | Link               |
| --------- | ------------------ | ------------------ | ------------------ |
| A         | Umbenannt in Beals | Umbenannt in Beals | Umbenannt in Beals |
| B         | 41,37° N, 85,49° O | 27 km              |                    |
| J         | 37,4° N, 89,72° O  | 49 km              |                    |